# Brušperk
Brušperk (en allemand : Braunsberg) est une ville du district de Frýdek-Místek, dans la région de Moravie-Silésie, en République tchèque. Sa population s'élevait à 4 157 habitants en 2024.

## Géographie
Brušperk est arrosée par la rivière Ondřejnice et se trouve à 11 km à l'ouest-nord-ouest de Frýdek-Místek, à 14 km au sud-sud-est d'Ostrava et à 275 km à l'est-sud-est de Prague.
La commune est limitée par Stará Ves nad Ondřejnicí et Krmelín au nord, par Paskov à l'est, par Staříč au sud-est, par Fryčovice au sud et par Trnávka à l'ouest.

## Histoire
La première mention écrite de la localité date de 1269.

## Transports
Par la route, Brušperk se trouve à 13 km de Frýdek-Místek, à 20 km d'Ostrava et à 327 km de Prague.